# Bothriurus pampa
Espèce
Bothriurus pampa est une espèce de scorpions de la famille des Bothriuridae.

## Distribution
Cette espèce est endémique d'Argentine. Elle se rencontre dans la province de La Pampa et dans l'Ouest de la province de Buenos Aires.

## Description
Le mâle holotype mesure 31,83 mm et la femelle paratype 34,84 mm.

## Étymologie
Son nom d'espèce lui a été donné en référence au lieu de sa découverte,  la province de La Pampa.

## Publication originale
- Ojanguren-Affilastro, 2002 : Description of Bothriurus pampa n. sp., with new localities for the prospicuus group (Scorpiones, Bothriuridae). Revista Iberica de Aracnologia, vol. 6, p. 95-102 (texte intégral).